# Stenopadus kunhardtii
Stenopadus kunhardtii là một loài thực vật có hoa trong họ Cúc. Loài này được Maguire miêu tả khoa học đầu tiên năm 1953.